# Skjold Burne
 Denne artikel omhandler butikskæden. For personen, se Willy Skjold Burne.
Skjold Burne er en landsdækkende vinsælgerkæde i Danmark, grundlagt i 1928.

## Historie
Den 1. maj 1928 åbnede vinhandleren Willy Skjold Burne sin første vinforretning i Stormgade i København. I 1937-1938 blev forretningen udvidet med en kælder og et større butiksareal. I starten af halvtredserne blev aktieselskabet SKJOLD BURNE etableret.
Selskabet blev hjemmehørende på H.C. Andersens Boulevard og var en ren engrosvirksomhed, som både leverede vin og spiritus til forretningen i Stormgade og andre vin- og købmandsforretninger.
Hos Skjold Burne havde man en ambition om at markedsføre vin til meningmand. Skjold Burne lancerede derfor i 1953 vinen Monopol – Den med Tyren.
Grundet succesen ønskede flere vinhandlere efterhånden at sælge vin under navnet Skjold Burne.
Ønsket blev efterkommet af indehaveren, og grundlaget for en landsdækkende kæde var hermed lagt.
Butikkerne er selvstændige og har et lidt uensartet niveau - lige fra en klassisk vinhandel til de mere kioskprægede butikker. Kædenavnet er ejet af Taster Wine, som bl.a. er kendt for deres store tapperi, som tapper billige vine på flaske samt bag in box. 
I 2009 omfattede kæden Skjold Burne Vinhandel over 80 forretninger. I marts 2024 var der 23 butikker ifølge kædens egen website.

## Butikker
Pr. 5. marts 2019:
| Region      | Antal | Butikker |
| ----------- | ----- | --- |
| Hovedstaden | 15    | København K (Østergade), Frederiksberg (Falkoner Allé, Godthåbsvej), København S (Amager Centret), København NV (Frederiksborgvej), Hedehusene, Vanløse, Ballerup, Gentofte, Søborg, Helsingør, Frederiksværk, Allerød, Stenløse, Rønne |
| Sjælland    | 7     | Solrød Strand, Roskilde (Algade), Ringsted, Sorø, Slagelse, Køge, Vordingborg |
| Syddanmark  | 2     | Odense (Hjallesevej), Vamdrup |
| Midtjylland | 2     | Hadsten, Randers (Kirketorvet) |
| Nordjylland | 10    | Thisted, Aalborg (Hadsundvej, Boulevarden), Dronninglund, Aars, Farsø, Fjerritslev, Hjørring, Læsø, Skagen |